# 崇福寺 (朔州市)

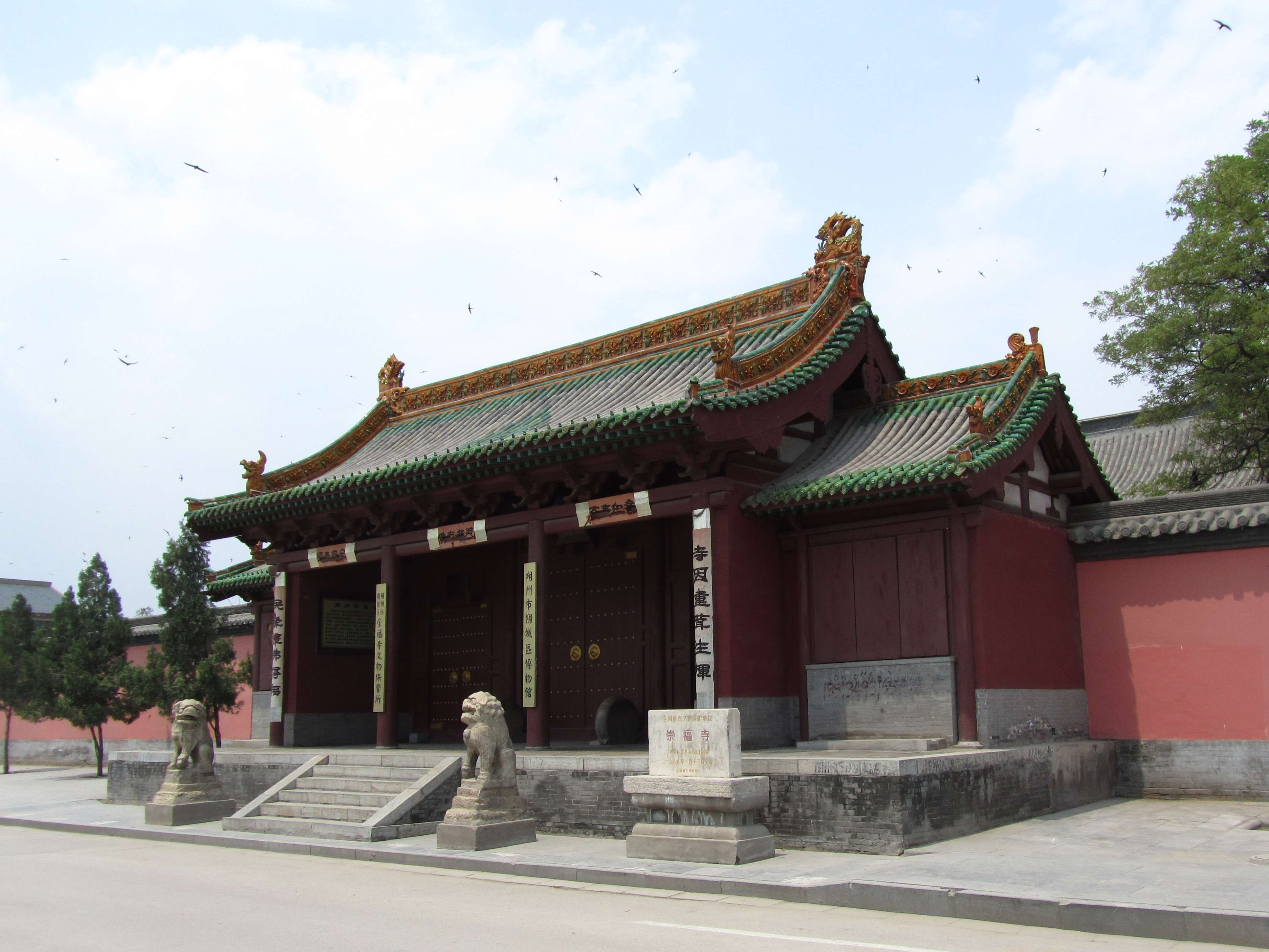
崇福寺の山門。

崇福寺（すうふくじ）は、中華人民共和国山西省朔州市朔城区にある浄土宗の寺院。金の天徳2年（1150年）に現在の名称となる。

## 歴史
唐の麟徳2年（665年）、崇福寺は朔州出身の大将軍・鄂国公尉遅敬徳により建造された。
遼のとき、寺は林牙太師府の役所に改められた。後に役所は僧舎に改められたが、もとの役所の名を取って林衙寺とされた。
金の天徳2年（1150年）に「崇福禅寺」という題額を下賜され、清の乾隆年間（1736年-1795年）に現在名に改称された。
1988年、中華人民共和国国務院は崇福寺を全国重点文物保護単位に認定した。

## 伽藍
山門、天王殿、鐘楼、鼓楼、千仏閣、文殊堂、地蔵殿、三宝殿、弥陀殿、観音閣

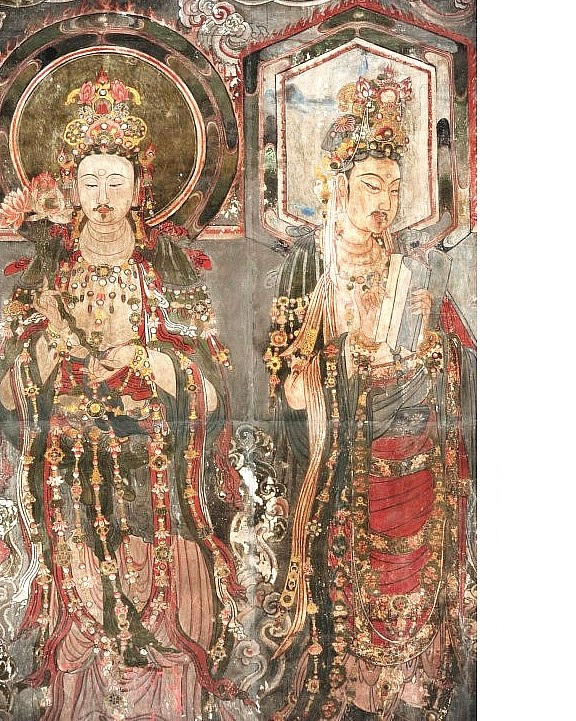
金代の壁画

## 文化財
- 北魏の石塔
- 遼代の石像
- 金代の塑像と壁画
- 明代の仏像